# 長岡天神駅

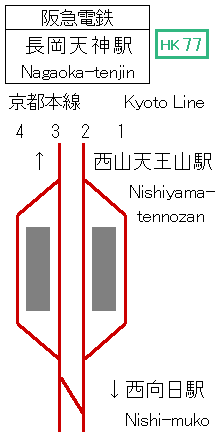
配線図

長岡天神駅（ながおかてんじんえき）は、京都府長岡京市天神一丁目にある、阪急電鉄京都本線の駅。駅番号はHK-77。

## 概要
京都府西部に位置する乙訓地区の中核となる駅の1つで、2001年に特急の、2007年に通勤特急の停車駅となってからは平日全列車停車駅となっている。
並走するJR京都線の最寄り駅は長岡京駅だが徒歩で15分程度かかるためどちらかが不通となった際の振替輸送利用時は少々不便である。なお同駅の利便性が向上したことや2013年に市内に新駅が開業したことから利用者は減少傾向にあり、現在の乗車人員は長岡京駅を大きく下回り、阪急京都線の特急停車駅の中では最少となっている。
当駅とその周辺の高架化計画がある。

## 歴史
- 1928年（昭和3年）11月1日：新京阪鉄道の高槻町駅（現在の高槻市駅） - 京都西院駅（現在の西院駅）間延伸と同時に開業[4]。
- 1930年（昭和5年）9月15日：会社合併により京阪電気鉄道新京阪線の駅となる[4]。
- 1943年（昭和18年）10月1日：会社合併により京阪神急行電鉄（現在の阪急電鉄）の駅となる[4]。
- 1949年（昭和24年）12月1日：新京阪線が京都本線に改称され、当駅もその所属となる[4]。
- 1972年（昭和47年）8月：ホーム有効長を160mに延伸し、橋上駅舎化[5]。
- 1973年（昭和48年）9月15日：自動改札機を設置し、供用開始[6]。
- 1979年（昭和54年）3月5日：全ての急行（現在の快速急行）が停車するようになる（それまではラッシュ時の急行のみ停車）。
- 2001年（平成13年）3月24日：特急停車駅となる[7]。
- 2007年（平成19年）3月17日：通勤特急停車駅となる[8]。
- 2013年（平成25年）12月21日：駅番号導入[9][10]。

## 駅構造
島式ホーム2面4線を持つ、待避設備を備えた地上駅で、阪急電鉄初の橋上駅舎を有する。出入口は東西双方にある。東側出入口には上下エスカレーターが設置されているが西側は上りエスカレーターのみの設置である。エレベーターは東西双方の出入口に設置されている。改札口は1か所のみ。トイレは改札内にある。
駅北側に渡り線があり2013年12月20日まで平日朝と、土休日夜に河原町方面からの終着列車が設定されていた。現在は地震、台風等の区間運転見合せが発生した際や祇園祭開催時をはじめとした臨時ダイヤ設定時、当駅での折り返し運転に使われる。

### のりば
| 号線 | 路線      | 方向 | 行先                                       |
| ---- | --------- | ---- | ------------------------------------------ |
| 1・2 | ■京都本線 | 上り | 烏丸・京都河原町・嵐山方面                 |
| 3・4 | ■京都本線 | 下り | 高槻市・淡路・大阪梅田・十三・天下茶屋方面 |

※内側2線（2号線と3号線）が主本線、外側2線（1号線と4号線）が待避線である。

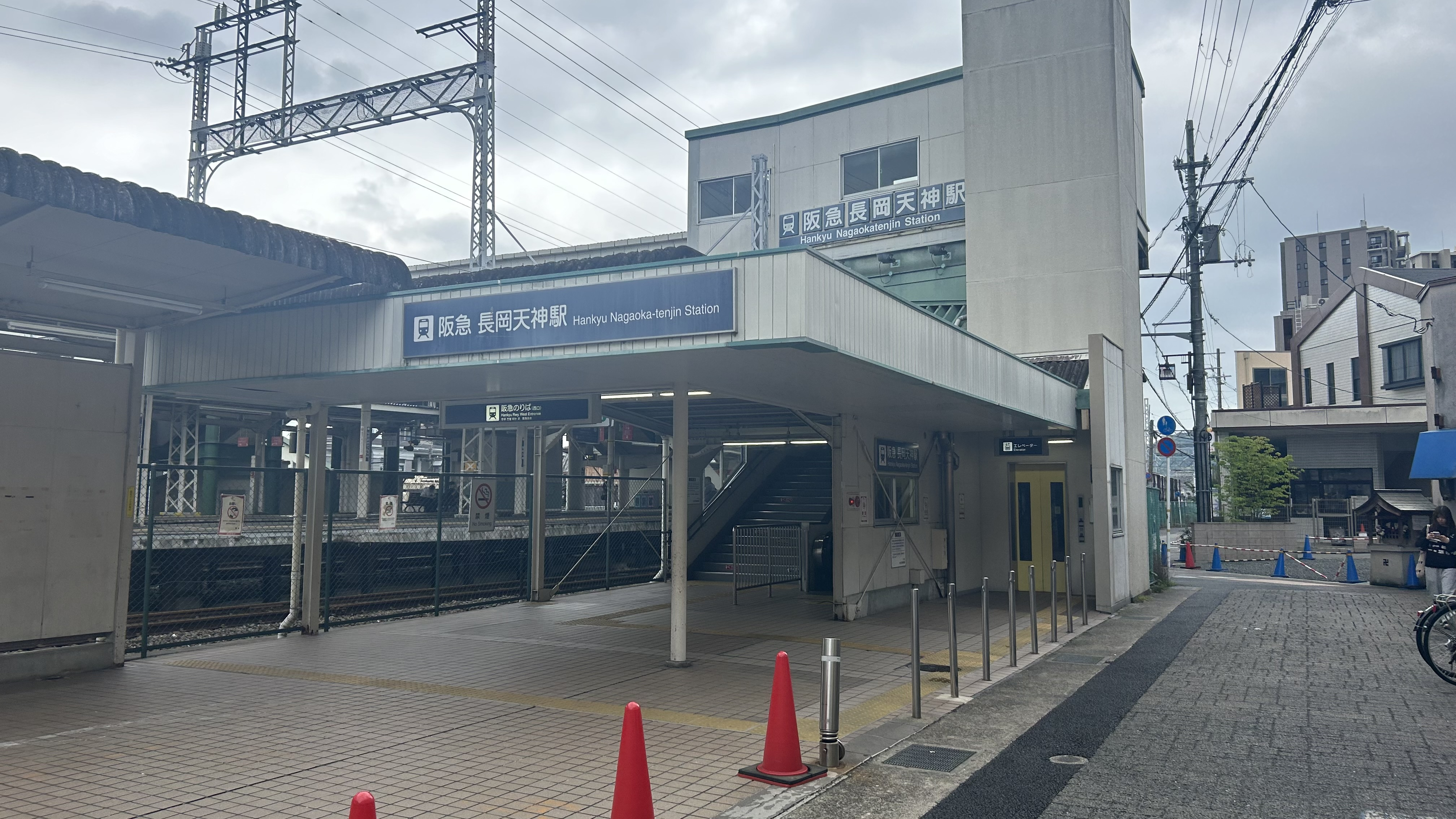
西口
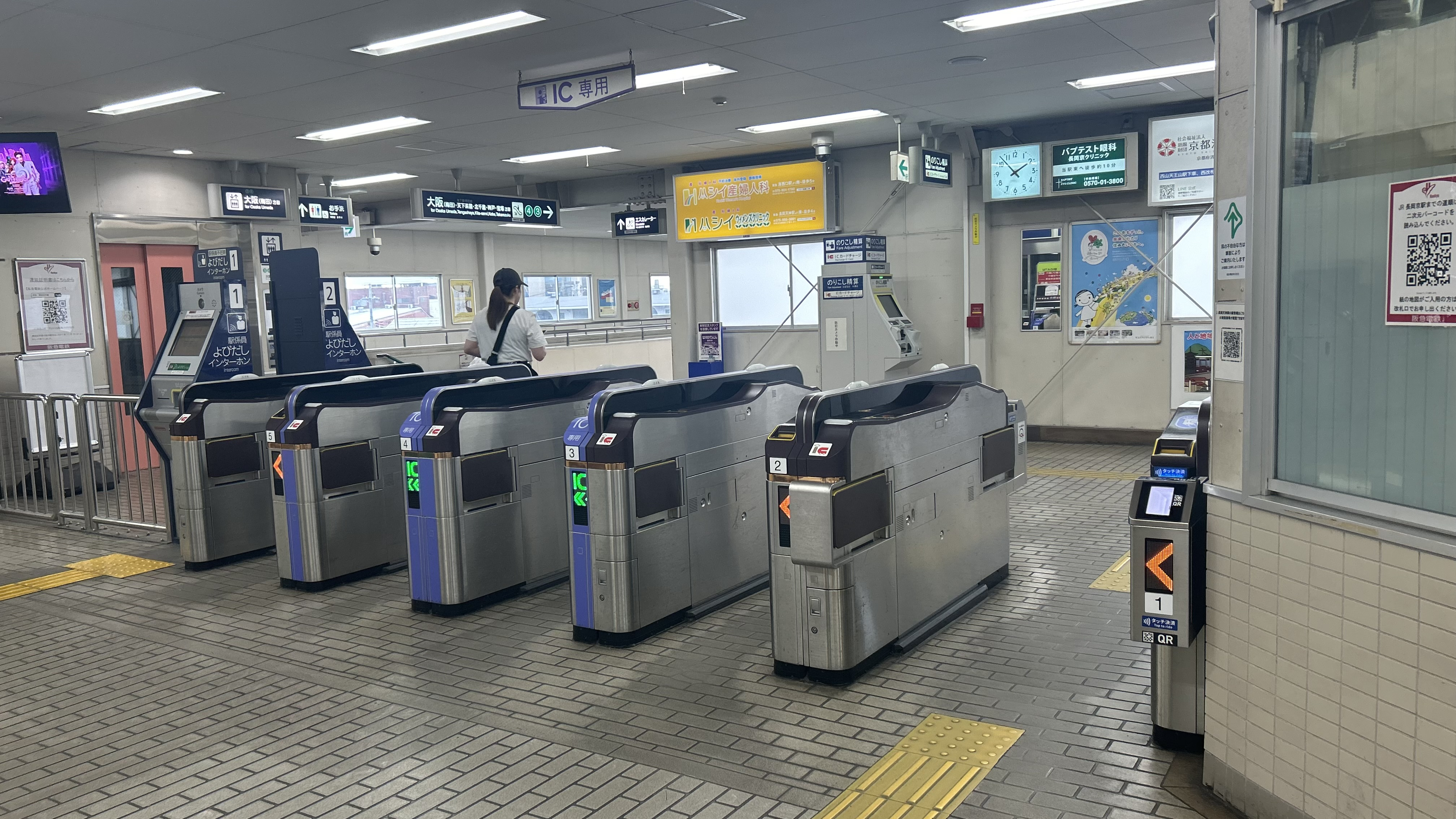
改札口
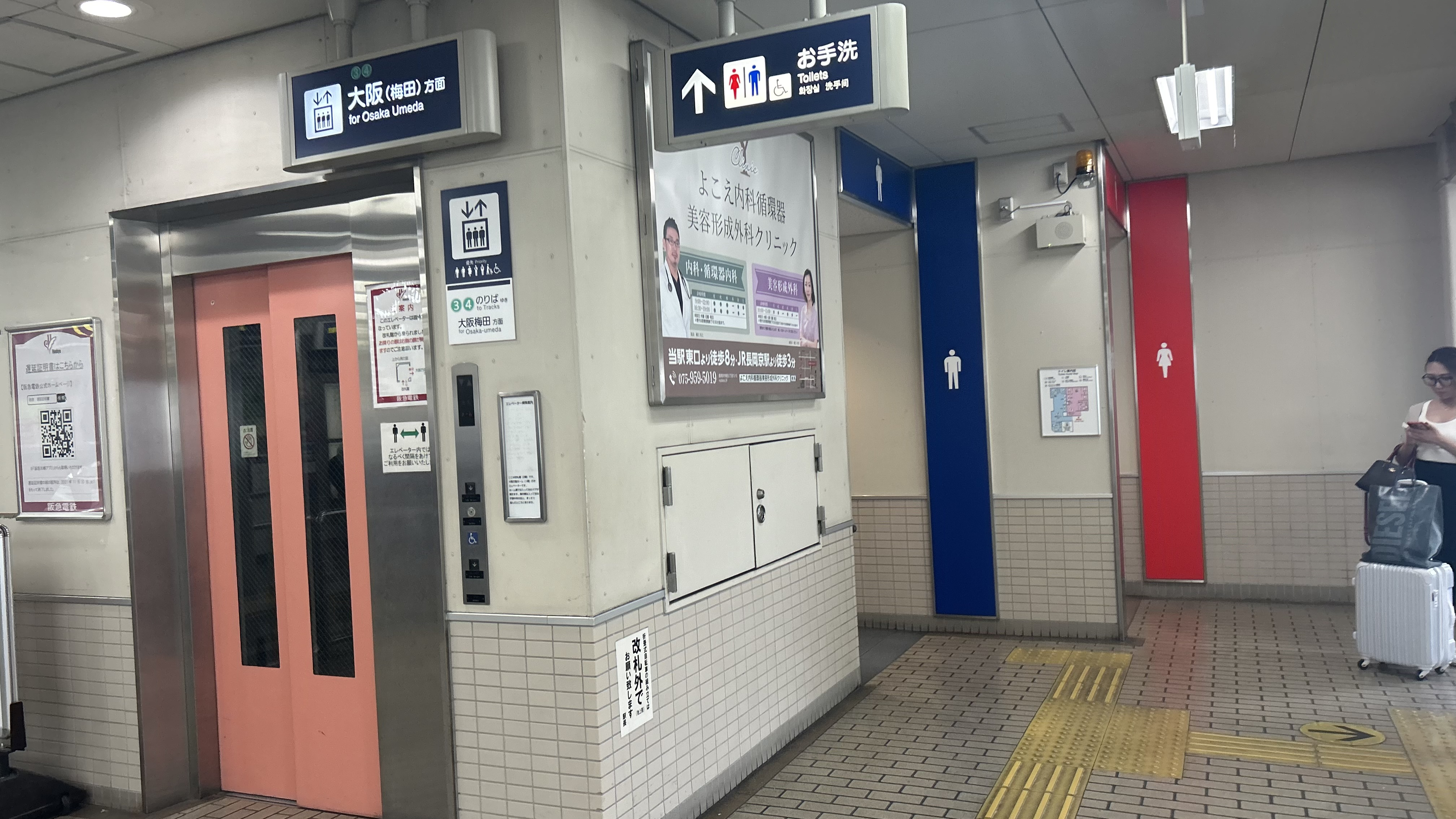
トイレ
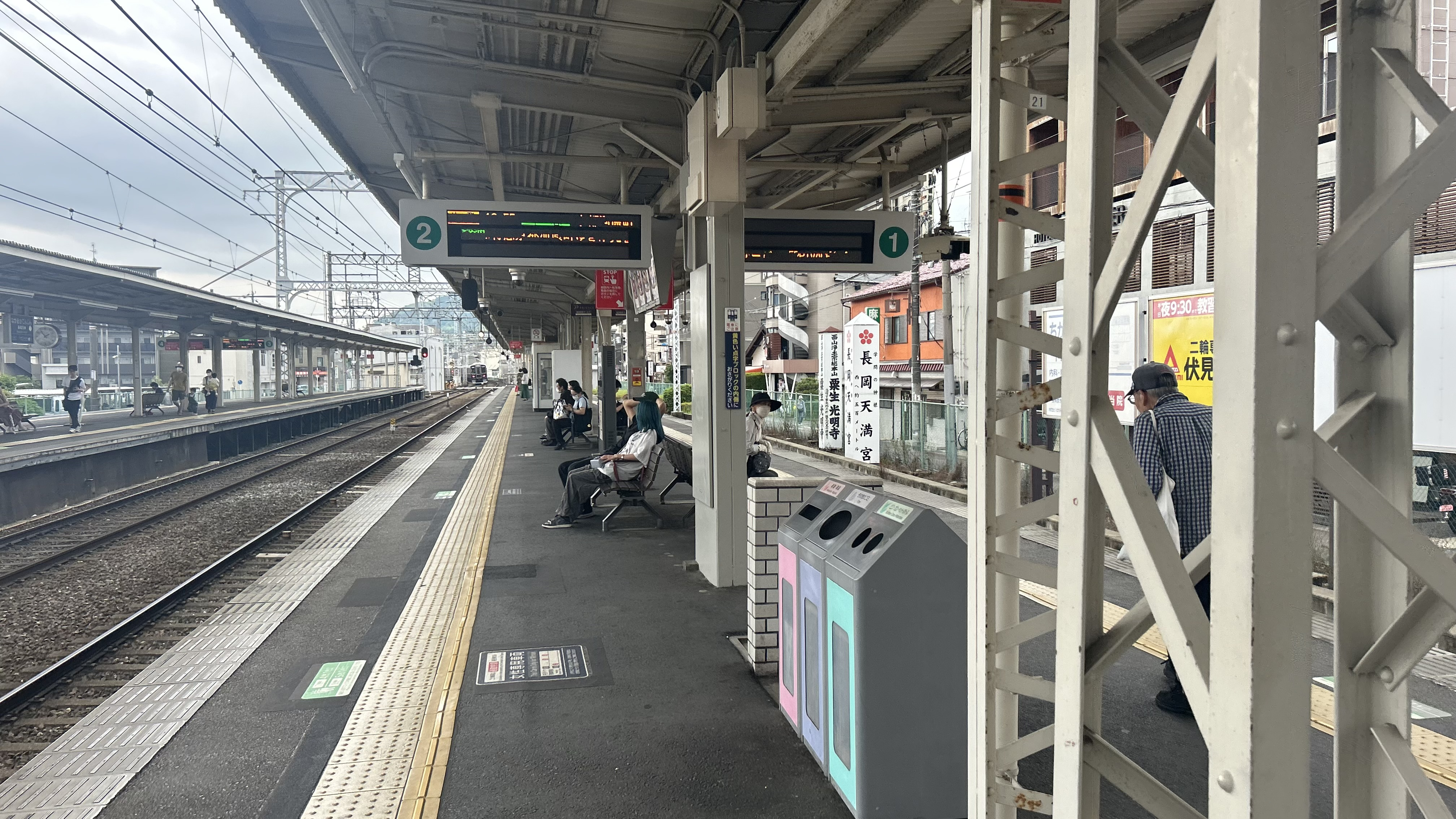
1・2号線ホーム
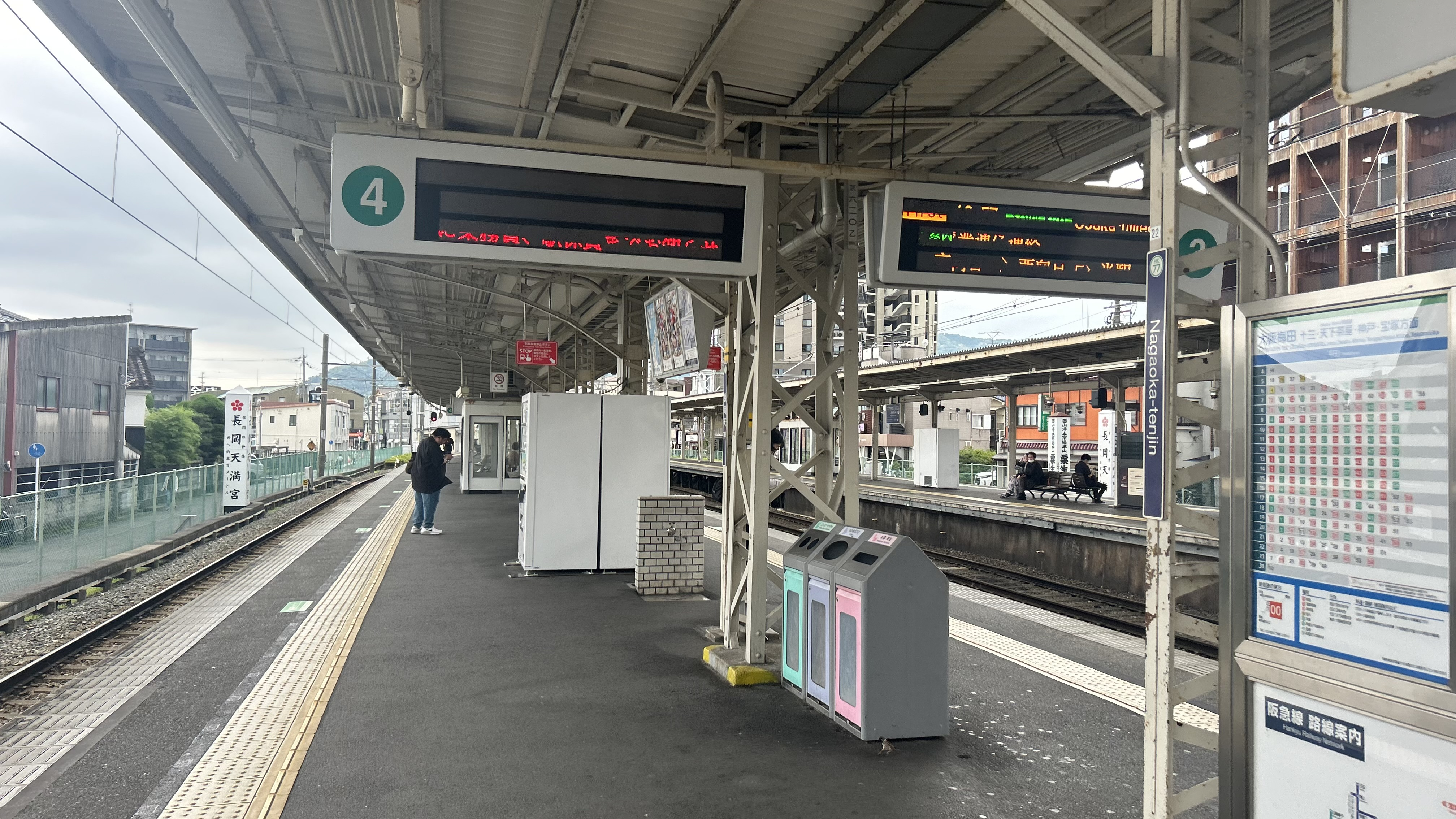
3・4号線ホーム
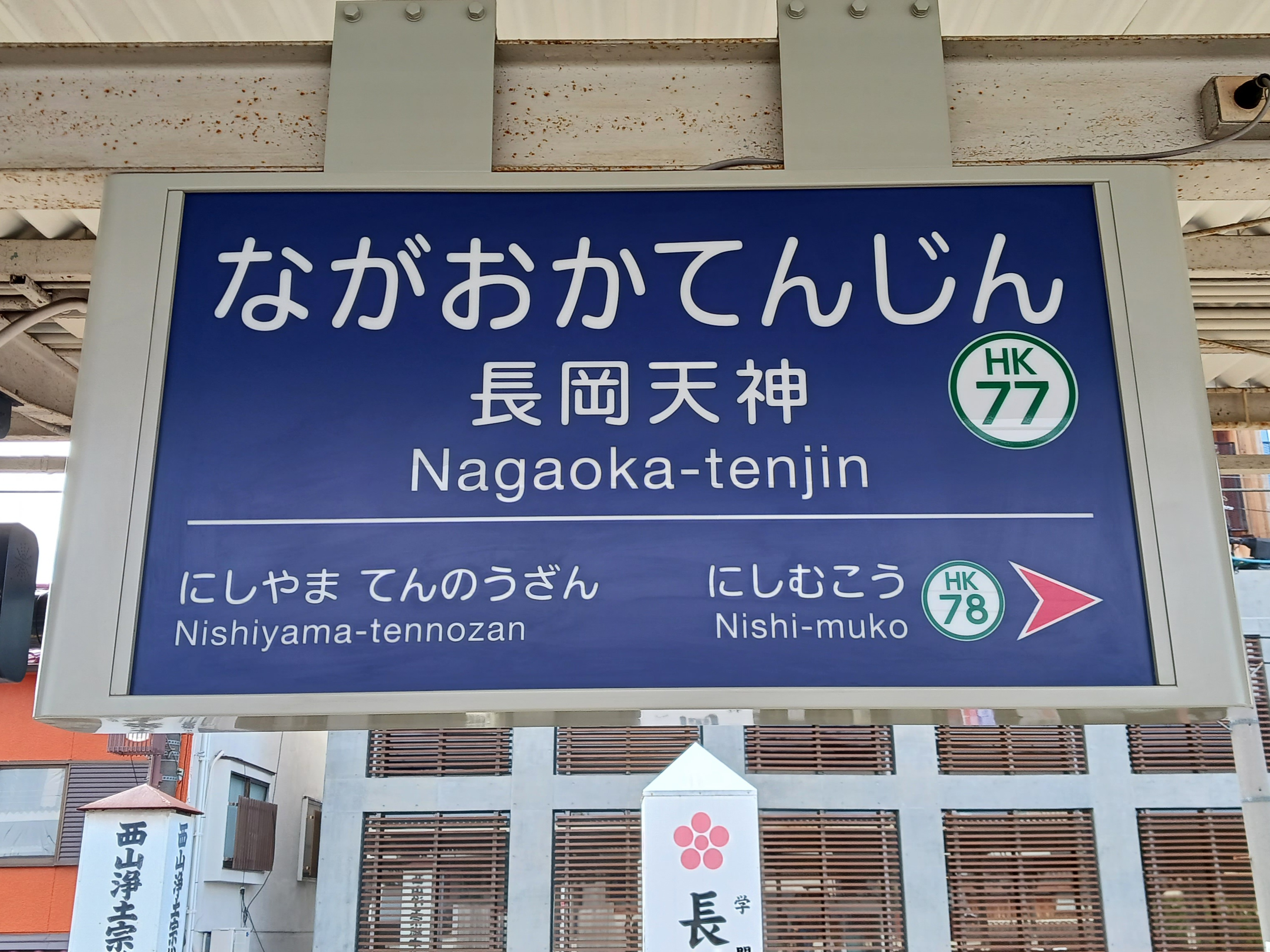
駅名標

## ダイヤ
以前は通過列車も多かったが、現行ダイヤでは、土休日に運行される快速特急を除き全ての定期旅客列車が停車する。
朝には当駅始発の京都河原町行き普通が1本、平日の早朝に当駅始発の大阪梅田行き急行が2本、夜間留置の関係で2022年12月より京都河原町からの当駅止まり普通が設定されている。
待避線を備えているが日中時間帯の緩急接続は行われない。これは前後の特急停車駅である桂駅・高槻市駅（土休日の下りは茨木市駅）で共に緩急接続を行っているからである。平日朝夕時間帯は緩急接続を行う。

## 利用状況
2023年（令和5年）の1日あたりの通年平均乗降人員は21,827人で、阪急電鉄全線では35位。同社線の特急停車駅では最少、通勤特急・準特急を含むと大宮駅に次いで少なく、準急停車駅の南方駅、上新庄駅、南茨木駅、千里線の関大前駅、山田駅、北千里駅よりも少ない。また京都線の急行停車駅の中でも西京極駅に次いで少ない数値となっている。ただし乙訓地区内の阪急の駅としては唯一の特急停車駅ということもあり、ずば抜けて多い。

### 年次別利用状況
各年次の乗降人員の推移は下表の通り。2015年までは平日限定、2016年以降は通年平均となっている。
| /        | 年次               | 乗車人員 | 降車人員 | 乗降人員 | 順位 | 出典        |
| -------- | ------------------ | -------- | -------- | -------- | ---- | ----------- |
| 平日限定 | 2007年（平成19年） | 17,120   | 16,886   | 34,006   | 24位 | [ 阪急 1 ]  |
| 平日限定 | 2008年（平成20年） | 17,354   | 17,096   | 34,450   | 24位 | [ 阪急 2 ]  |
| 平日限定 | 2009年（平成21年） | 16,914   | 16,668   | 33,582   | 24位 | [ 阪急 3 ]  |
| 平日限定 | 2010年（平成22年） | 16,825   | 16,610   | 33,435   | 26位 | [ 阪急 4 ]  |
| 平日限定 | 2011年（平成23年） | 16,711   | 16,495   | 33,206   | 26位 | [ 阪急 5 ]  |
| 平日限定 | 2012年（平成24年） | 16,698   | 16,485   | 33,183   | 26位 | [ 阪急 6 ]  |
| 平日限定 | 2013年（平成25年） | 16,823   | 16,617   | 33,440   | 26位 | [ 阪急 7 ]  |
| 平日限定 | 2014年（平成26年） | 14,488   | 14,449   | 28,937   | 31位 | [ 阪急 8 ]  |
| 平日限定 | 2015年（平成27年） | 14,159   | 14,158   | 28,317   | 31位 | [ 阪急 9 ]  |
| 通年平均 | 2016年（平成28年） | 12,626   | 12,639   | 25,265   | 32位 | [ 阪急 10 ] |
| 通年平均 | 2017年（平成29年） | -        | -        | 25,365   | 32位 | [ 阪急 11 ] |
| 通年平均 | 2018年（平成30年） | -        | -        | 25,251   | 32位 | [ 阪急 12 ] |
| 通年平均 | 2019年（令和元年） | -        | -        | 25,071   | 33位 | [ 阪急 13 ] |
| 通年平均 | 2020年（令和02年） | -        | -        | 18,711   | 31位 | [ 阪急 14 ] |
| 通年平均 | 2021年（令和03年） | -        | -        | 18,789   | 32位 | [ 阪急 15 ] |
| 通年平均 | 2022年（令和04年） | -        | -        | 20,332   | 35位 | [ 阪急 16 ] |
| 通年平均 | 2023年（令和05年） | -        | -        | 21,827   | 35位 |             |

### 年度別利用状況
各年度の利用状況は下表の通り。2003年度までは京都府統計書のデータ（単位：千人）を日数で除した数値を、2004年度以降は長岡京市統計書のデータを記載している。
| 年度               | 乗車人員 | 降車人員 | 乗降人員 | 出典          | 出典            |
| 年度               | 乗車人員 | 降車人員 | 乗降人員 | 京都府        | 長岡京市        |
| ------------------ | -------- | -------- | -------- | ------------- | --------------- |
| 1991年（平成03年） | 27,413   | -        | -        | [ 京都府 1 ]  | -               |
| 1992年（平成04年） | 26,802   | -        | -        | [ 京都府 2 ]  | -               |
| 1993年（平成05年） | 24,899   | -        | -        | [ 京都府 3 ]  | -               |
| 1994年（平成06年） | 24,019   | -        | -        | [ 京都府 4 ]  | -               |
| 1995年（平成07年） | 23,322   | -        | -        | [ 京都府 5 ]  | -               |
| 1996年（平成08年） | 36,888   | -        | -        | [ 京都府 6 ]  | -               |
| 1997年（平成09年） | 22,630   | -        | -        | [ 京都府 7 ]  | -               |
| 1998年（平成10年） | 22,011   | -        | -        | [ 京都府 8 ]  | -               |
| 1999年（平成11年） | 21,568   | -        | -        | [ 京都府 9 ]  | -               |
| 2000年（平成12年） | 21,044   | -        | -        | [ 京都府 10 ] | -               |
| 2001年（平成13年） | 19,847   | -        | -        | [ 京都府 11 ] | -               |
| 2002年（平成14年） | 19,159   | -        | -        | [ 京都府 12 ] | -               |
| 2003年（平成15年） | 18,940   | -        | -        | [ 京都府 13 ] | -               |
| 2004年（平成16年） | 18,583   | 18,827   | 37,410   | [ 京都府 14 ] | [ 長岡京市 1 ]  |
| 2005年（平成17年） | 18,491   | 18,759   | 37,250   | [ 京都府 15 ] | [ 長岡京市 1 ]  |
| 2006年（平成18年） | 18,410   | 18,138   | 36,548   | [ 京都府 16 ] | [ 長岡京市 1 ]  |
| 2007年（平成19年） | 18,546   | 18,480   | 37,026   | [ 京都府 17 ] | [ 長岡京市 1 ]  |
| 2008年（平成20年） | 19,520   | 19,330   | 38,850   | [ 京都府 18 ] | [ 長岡京市 1 ]  |
| 2009年（平成21年） | 18,044   | 18,114   | 36,158   | [ 京都府 19 ] | [ 長岡京市 2 ]  |
| 2010年（平成22年） | 17,465   | 17,513   | 34,978   | [ 京都府 20 ] | [ 長岡京市 3 ]  |
| 2011年（平成23年） | 17,798   | 17,986   | 35,784   | [ 京都府 21 ] | [ 長岡京市 4 ]  |
| 2012年（平成24年） | 18,133   | 18,044   | 36,177   | [ 京都府 22 ] | [ 長岡京市 5 ]  |
| 2013年（平成25年） | 18,023   | 18,012   | 36,035   | [ 京都府 23 ] | [ 長岡京市 6 ]  |
| 2014年（平成26年） | 18,062   | 18,106   | 36,168   | [ 京都府 24 ] | [ 長岡京市 7 ]  |
| 2015年（平成27年） | 15,479   | 15,602   | 31,081   | [ 京都府 25 ] | [ 長岡京市 8 ]  |
| 2016年（平成28年） | 15,047   | 15,200   | 30,247   | [ 京都府 26 ] | [ 長岡京市 9 ]  |
| 2017年（平成29年） | 15,051   | 15,117   | 30,168   | [ 京都府 27 ] | [ 長岡京市 10 ] |
| 2018年（平成30年） | 15,309   | 15,498   | 30,807   | [ 京都府 28 ] | [ 長岡京市 11 ] |
| 2019年（令和元年） | 15,257   | 15,451   | 30,708   | [ 京都府 29 ] | [ 長岡京市 12 ] |
| 2020年（令和02年） | 11,000   | 11,227   | 22,227   | [ 京都府 30 ] | [ 長岡京市 13 ] |
| 2021年（令和03年） | 11,492   | 11,737   | 23,229   | [ 京都府 31 ] | [ 長岡京市 14 ] |
| 2022年（令和04年） | 13,038   | 13,284   | 26,322   | [ 京都府 32 ] | [ 長岡京市 15 ] |

## 駅周辺
- 長岡天満宮
- 長岡京市役所
- 長岡京市立図書館
- 乙訓消防組合長岡京消防署
- 京都府長岡京記念文化会館
- 済生会京都府病院
- 長岡開田郵便局
- 長岡京天神郵便局
- 西友長岡店
- イズミヤショッピングセンター長岡
  - イズミヤショッピングセンター長岡店
- 万代 長岡天神店
- 長岡自動車教習所
- 西日本旅客鉄道（JR西日本）長岡京駅
- 村田製作所
- 京都府立乙訓高等学校
- 長岡京市立長岡第四小学校

長岡京市内の駅であるが、長岡京の中心であった大極殿や内裏跡へは隣の向日市内にある西向日駅が近い。
また、西口には阪急タクシーの乗り場がある。

## バス路線
駅には乗り入れないが、付近に阪急バスの停留所が2つある。
西口から西へ徒歩3分ほどに「阪急長岡天神駅」停留所がある。乗り入れる路線の多くが循環系統。
| のりば | 路線名   | 系統・行先                                           | 備考                                                           |
| ------ | -------- | ---------------------------------------------------- | -------------------------------------------------------------- |
| 1      | 長岡京線 | 1系統：金ヶ原方面                                    | 円明寺ヶ丘先行                                                 |
| 1      | 長岡京線 | 3系統：金ヶ原方面                                    | 梅ヶ丘先行                                                     |
| 1      | 長岡京線 | 11系統：今里方面                                     | 夕方以降の4本のみ                                              |
| 2      | 長岡京線 | 5系統：光風台・美竹台方面                            | 13時台まで                                                     |
| 2      | 長岡京線 | 6系統：美竹台・光明寺方面                            | 14時台以降。太鼓山先行                                         |
| 2      | 長岡京線 | 7系統：美竹台・光明寺方面                            | 14時台以降。済生会病院前先行                                   |
| 2      | 長岡京線 | 8系統：奥海印寺方面                                  | 14時台以降。太鼓山先行                                         |
| 2      | 長岡京線 | 9系統：奥海印寺方面                                  | 13時台まで。奥海印寺先行                                       |
| 2      | 長岡京線 | 20系統：光明寺方面                                   | 13時台まで。舞塚先行                                           |
| 2      | 長岡京線 | 22系統：光明寺方面                                   | 13時台まで。光明寺先行                                         |
| 3      | 長岡京線 | 48系統：新山崎橋                                     | 当停留所手前で5・7系統から系統変更した便                       |
| 3      | 長岡京線 | 49系統：JR長岡京駅（東口）/菱川                      | 当停留所手前で1・3系統から系統変更した便。最終便のみ菱川止まり |
| 3      | 長岡京線 | 12系統：免許試験場前                                 |                                                                |
| 3      | 長岡京線 | 1・3・5・6・8・9・10・20・22系統：JR長岡京駅（西口） |                                                                |

この他、長岡京市のコミュニティバス（阪急バス委託）・長岡京はっぴぃバスが3のりばから発車する。
また、当停留所からはサントリー京都工場見学客向けの無料送迎バスが長岡京駅経由で昼間帯に運行されている。
12系統は当停留所到着前に阪急長岡天神駅南停留所（東口から南へ徒歩3分ほど）を経由している。

## 隣の駅
阪急電鉄
■京都本線
■快速特急
通過
■特急・■通勤特急・■準特急・■急行
高槻市駅 (HK-72) - 長岡天神駅 (HK-77) - 桂駅 (HK-81)
■準急・■普通
西山天王山駅 (HK-76） - 長岡天神駅 (HK-77) - 西向日駅 (HK-78)

### 記事本文